# 반복금지효
반복금지효란 행정법상 개념으로 취소판결이 확정되면 처분청 및 관계행정청은 판결의 취지에 저촉되는 처분을 하여서는 안된다는 구속을 받는 것을 말한다.
정리하면, 동일인에게 동일한 사안에서 동일한 위법사유를 들어 동일한 처분을 내려서는 안된다는 소송법상의 요청이다.